# Kacchoii ze! Japan
Singles de V-u-den
Koi no Nukegara
(2004) Ajisai Ai Ai Monogatari
(2005)
Kacchoii ze! Japan (カッチョイイゼ! JAPAN) est le 2e single du groupe V-u-den.

## Présentation
Le single, écrit et produit par Tsunku, sort le 2 mars 2005 au Japon sous le label Piccolo Town, cinq mois après le précédent single du groupe, Koi no Nukegara. Il atteint la 16e place du classement de l'Oricon. Il se vend à 14 338 exemplaires la première semaine et reste classé pendant quatre semaines, pour un total de 18 531 exemplaires vendus durant cette période. Il sort également au format "Single V" (DVD contenant le clip vidéo) une semaines plus tard, le 9 mars 2005. Les premiers exemplaires ("First Press") du single CD contiennent la carte à collectionner Hello! Project photo card #0108, tandis que ceux du "Single V" contiennent la carte #0121.
La chanson-titre a été utilisée comme thème musical pour une campagne de promotion du ministère des transports japonais intitulée Visit Japan Campaign. Elle figurera sur le premier album du groupe, Suite Room Number 1 qui sortira huit mois plus tard, puis sur sa compilation V-u-den Single Best 9 Vol.1 Omaketsuki de 2007. Le clip vidéo figurera sur les DVD V-u-den Single V Clips 1 de 2006 et V-u-den Single V Clips 2 ~Arigatō v-u-den Debut Kara no Daizenshū~ de 2008.
C'est le dernier single du groupe à sortir alors que sa principale membre Rika Ishikawa est encore membre en parallèle du groupe Morning Musume, qu'elle quittera en mai.

## Liste des titres
Toutes les chansons sont écrites et composées par Tsunku.
| 1. | Kacchoii ze! Japan (カッチョイイゼ! JAPAN)                   | Hideyuki "Daichi" Suzuki | 4:12 |
| 2. | Bi ~Hit Parade~ (美〜Hit Parade〜)                           | AKIRA                    | 3:06 |
| 3. | Kacchoii ze! Japan (Instrumental) (カッチョイイゼ! JAPAN...) | Hideyuki "Daichi" Suzuki | 4:09 |

| 1. | Kacchoii ze! Japan (カッチョイイゼ! JAPAN)                         |  |
| 2. | Kacchoii ze! Japan (Dance Shot Version) (カッチョイイゼ! JAPAN...) |  |
| 3. | Making Eizo (メイキング映像)                                       |  |